# Fragmentace (biologie)

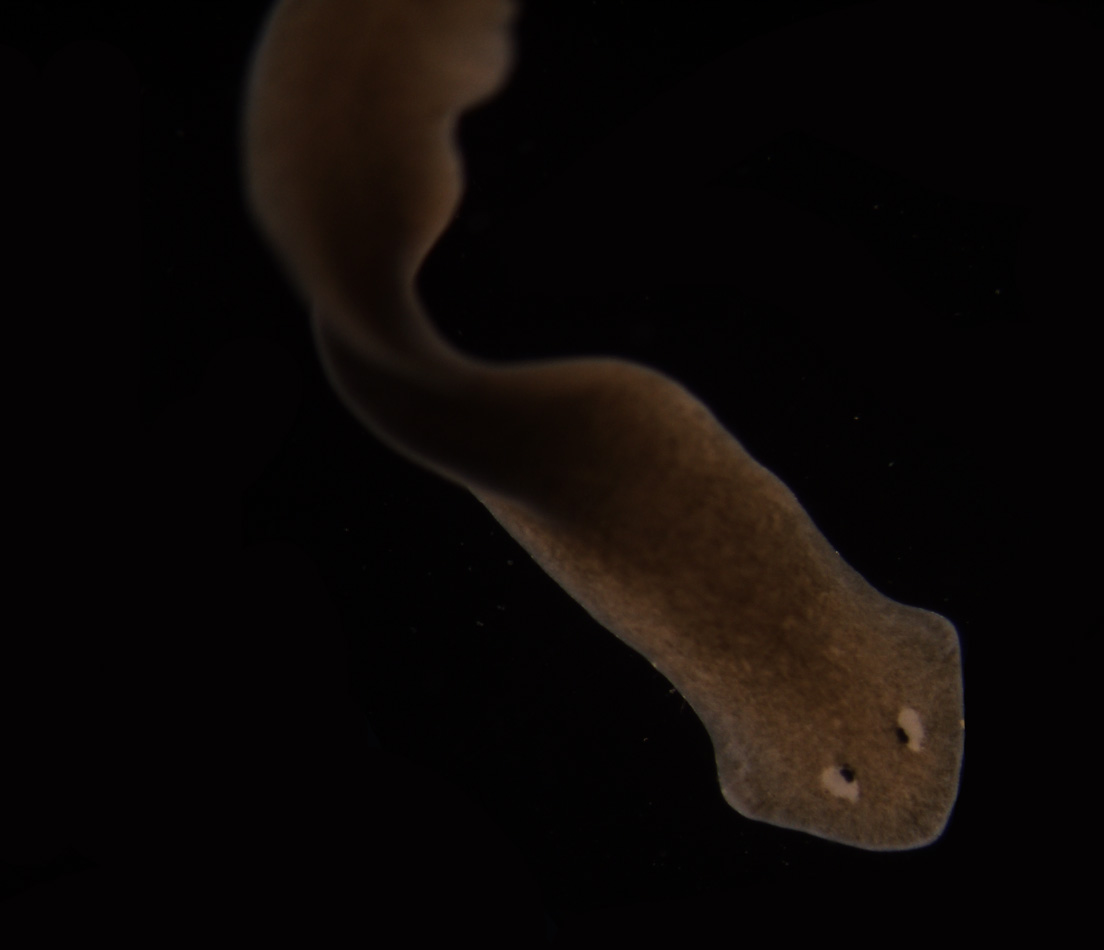
ploštěnka

Fragmentace je typ vegetativního rozmnožování, při němž se rodič rozdělí na části, jež regenerují v nové jedince. Toto rozdělení může a nemusí být záměrné.
Typická je fragmentace u jednoduchých mnohobuněčných organismů, například mnohých vláknitých sinic. Fragmentace se vyskytuje též u některých rostlin (např. vrbové pruty), může se však objevit i u živočichů (dorůstání ploštěnek rozsekaných na části). Fragmentací vznikají z genetického hlediska klony.